# Tafuna Toilolo
Tafuna Toilolo (7 novembre 1988) è un calciatore samoano americano, di ruolo centrocampista.